# 박몽용
박몽용(1955년 3월 12일 ~ )은 대한민국의 기업인화남그룹,
화남건설,회장

## 학력
- ~ 서울대학교 건설산업 최고 전략과정 졸업
- ~ 서울대학교 자연과학대학원 과학 정책최고연구과정 졸업

## 경력
- (현)화남그룹 회장
- (현)박정희 동상건립추진위원회 공동위원장
- (현)21세기 한중교류협회 대구.경북협회장
- 제12대~13대 경상북도새마을회 도회장 취임
- 녹색새마을운동 경상북도본부장 역임
- 대구지방법원 영덕지원 민사조정위원 위촉

## 수상
- 민족통일중앙협의회 표창
- 부총리겸통일원장관 표창
- 제9471호 대통령 국민포장
- 제7183호 경상북도지사 우수기업 표창
- 재정경제부장관상 표창
- 건설교통부장관 우수건설업자 지정
- 대통령 산업포장 제4506호
- 대통령 새마을포장 제2116호
- 2014 중소기업경영대상 대통령표창 제198770호(건설산업진흥)